# Tsangyang Gyatso
Tsangyang Gyatso (Tawang (in huidig Arunachal Pradesh), onderweg naar Peking, 1 maart 1683 - 15 november 1706) was de zesde dalai lama.

## Jeugd
Hij werd geboren nabij de plaats Tawang in het gebied dat nu de Indiase deelstaat Arunachal Pradesh is. Hij behoorde tot de etnische groep van de Monpa's.
Zijn vader, de lama Tashi Tenzin van Urgeling werd geacht een reïncarnatie te zijn van een van de bekendste tertöns uit de nyingmatraditie, Pema Lingpa. De naam Tsangyang heeft de betekenis van Goddelijk Lied.
Het hanteren van reïncarnatie als instrument voor opvolging heeft met name voor de hoogste politieke functies het risico dat in het interregnum van minimaal 18 jaar een grote mate van instabiliteit kan ontstaan. Na het overlijden van de vijfde dalai lama, Ngawang Lobsang Gyatso in 1682, was dit voor Sanggye Gyatso, de regent in Tibet waarschijnlijk de belangrijkste reden om dat overlijden voor een periode van 15 jaar geheim te houden. Het kunnen handhaven van zijn eigen machtspositie speelde ongetwijfeld ook een rol.
In 1685 liet hij echter in het geheim een zoektocht organiseren, waarbij Tsangyang Gyatso geselecteerd werd als de zesde dalai lama. Hij werd met zijn ouders in 1688 overgebracht naar een eveneens geheime plek nabij Nakartse. Tsangyang Gyatso verbleef daar negen jaar. Gedurende die periode ontving hij zijn religieuze opvoeding en werd hij geïnstrueerd door middel van teksten die de vijfde dalai lama had achtergelaten.

## Politieke achtergrond
Aan het eind van de 17e eeuw waren de meeste Mongoolse stammen bekeerd tot het Tibetaans boeddhisme. Een aantal van die stamfederaties werd door de Chinese keizer Kangxi gezien als een bedreiging voor de veiligheid van het rijk. Het betrof dan met name de Dzjoengaren, een federatie van de Oirat-Mongolen. Hun leider Galdan (1644-1697) was de laatste Mongoolse leider die de ambitie nastreefde een nieuw groot Mongools en nu boeddhistisch rijk te stichten dat zijn basis zou hebben in Centraal-Azië. Gezien de vele relaties van diverse Mongoolse stamfederaties met Tibet was het dus onontkoombaar dat ook Kangxi probeerde daar politieke invloed uit te oefenen. Voor Kangxi was de verhouding met de dalai lama vooral instrumenteel van aard. Een dalai lama werd allereerst geacht een matigende invloed uit te oefenen op de Mongoolse warlords en in dit geval met name op de Dzjoengaren. In toenemende mate merkte Kangxi, dat de dalai lama (maar in feite Sanggye Gyatso) juist een coalitiepartner van Galdan aan het worden was.
U liegt, terwijl u pretendeert de vrede te bevorderen. U bent aan het complotteren met Jilung Khuthuktu, een bondgenoot van Galdan. Die is geen voorstander van de vrede. Galdan probeert onze grenzen binnen te komen en te plunderen. U geeft uw lama's niet de juiste opdrachten. U geeft ze mijn instructies niet door. U bent te gulzig naar financiële winst, u bedriegt en u verbergt de activiteiten van Galdan.— Keizer Kangxi aan de vijfde dalai lama, 1691
Toen Sanggye Gyatso in 1697 na vijftien jaar het overlijden van de vijfde dalai lama bekendmaakte en het duidelijk werd dat Kangxi al die jaren niet met de dalai lama maar met de regent over de kwesties had gecorrespondeerd, verloor de laatste bij de keizer uiteraard ieder politiek krediet.

## Tsangyang Gyatso als dalai lama
In 1697 werd Tsangyang Gyatso als dalai lama geïnstalleerd. Hij had eerder de novice monniksgelofte afgelegd in de handen van Lobsang Yeshe, de vijfde pänchen lama. Na korte tijd werd echter duidelijk dat de interesses van de jonge dalai lama niet lagen bij de verantwoordelijkheden, die de uitoefening van dit ambt nu eenmaal meebrengt. Druk van de regent had alleen maar tot resultaat dat Tsangyang Gyatso naar het Tashilhunpo klooster in Shigatse reed en daar bij de pänchen lama afstand deed van zijn monniksgelofte. Dat was een grote schok. Alle tulku's van de gelug waren monniken en de dalai lama was uiteraard hun belangrijkste tulku. Tsangyang Gyatso prefereerde daarna lichtblauwe zijde en brokaat als kleding, droeg zijn haar lang en droeg opvallende ringen aan zijn vingers.
Tsangyang Gyatso werd in toenemende mate in bars gesignaleerd, dronken op straat en in gezelschap van vrienden. Hij had een grote tent in Shol, aan de voet van de Potala, waar hij en zijn gezelschap ook de vrouwen ontvingen die bij die gelegenheden opgepikt werden. De regent organiseerde een gesprek tussen de dalai lama en de abten van de grote kloosters van de gelug rondom Lhasa. De abten probeerden hem te overtuigen van de noodzaak alsnog zijn monniksgeloften af te leggen en zijn gedrag aan te passen. Dat leidde echter niet tot verandering.
Sanggye Gyatso had de indruk dat een aanzienlijk deel van de moeilijkheden hun oorzaak hadden in de vriendenkring en in het bijzonder in één vriend, die de vrouwen voor de dalai lama regelde. Hij organiseerde dan ook de moord op de betreffende vriend. Op een nacht liepen de dalai lama, de vriend en een bediende weer in de straten van Lhasa. De moordenaar vergiste zich echter en stak de bediende dood. Door deze daad werd ook de relatie tussen de dalai lama en de regent aanzienlijk slechter.
Tegelijkertijd was er ook een andere politieke ontwikkeling. In 1641/42 was dankzij de militaire interventie van Güshri Khan van de Khoshut-Mongolen de gelug en daarmee de vijfde dalai de overwinnaar in de burgeroorlog geworden. Güshri Khan had zich tot koning van Tibet uitgeroepen, maar liet in de praktijk het politieke bestuur aan de dalai lama en zijn regenten over. Ook zijn directe opvolgers hadden geen interesse in politiek bestuur over Tibet. De meeste Mongolen uit die stammen hadden zich gevestigd in het gebied dat tot in de 20e eeuw werd aangeduid met Kokonor, het westen van de huidige provincie Qinghai.
Dat veranderde met de leider van de federatie aan het einde van de 17e eeuw, Lhabzang Khan. Deze had de ambitie weer actief een heersende rol in Tibet te spelen. Hij eiste even na 1702 zijn formele rechten op. Aanvankelijk werd besloten dat er sprake zou zijn van gezamenlijk bestuur van Lhabzang Khan en Sanggye Gyatso. Er traden echter al spoedig spanningen op. Sanggye Gyatso probeerde tot tweemaal toe - tevergeefs - Lhabzang Khan te laten vermoorden. In 1705 viel Lhabzang Khan - met instemming van de keizer Kangxi - Tibet met een grote legermacht binnen en bezette feitelijk het land. Sanggye Gyatso werd daarbij door de Tibetaanse echtgenote van Lhabzang Khan - een vroegere minnares van Sanggye Gyatso - geëxecuteerd.
Na de dood van Sanggye Gyatso besloot Lhabzang Khan zijn positie verder te verankeren door ook de dalai lama uit te schakelen. Zijn voorvader Güshri Khan had een oprechte verering voor de vijfde dalai lama gevoeld. Lhabzang Khan had niets van dat gevoel voor Tsangyang Gyatso. Hij verachtte hem, maar wist dat de dalai lama bij een deel van de bevolking van Lhasa grote populariteit bezat en zag in hem dus ook een rivaal voor de verankering van zijn macht. Lhabzang Khan zond een brief naar Kangxi met de vraag of hij op diens steun kon rekenen, indien hij de dalai lama zou afzetten. De keizer antwoordde in positieve zin en voegde er het voorstel aan toe, dat Tsangyang Gyatso dan ook maar naar Peking gebracht moest worden. De keizer zou daar wel besluiten, wat er met hem diende te gebeuren.
De volgende stap voor het afzetten van de dalai lama was enige steun te verkrijgen van de hiërarchie van de gelug. De abten van de grote gelugkloosters rondom Lhasa weigerden zich uit te spreken over de afzetting van de dalai lama. Ze ondertekenden echter wel een verklaring dat de bodhi, de geest van de boeddhistische Verlichting, niet langer in Tsangyang Gyatso aanwezig was.
Deze verklaring achtte Lhabzang Khan voldoende om Tsangyang Gyatso op te pakken en naar een Mongools tentenkamp buiten de stad te brengen. Na een paar dagen waren de Mongolen gereed om met de dalai lama naar Peking te reizen. Lhabzang Khan sprak de menigte buiten het tentenkamp toe met de verklaring dat Tsangyang Gyatso niet de reïncarnatie van de vijfde dalai lama kon zijn. Een grote groep monniken uit het klooster Drepung viel echter het militair escorte aan en wisten de dalai lama te bevrijden. Zij brachten hem naar het klooster. De volgende dag vielen de Mongolen het klooster aan met artillerievuur en de situatie in het klooster werd onhoudbaar. De overlevering wil dat, om een bloedbad te voorkomen, Tsangyang Gyatso zich uit eigen beweging weer bij de Mongolen voegde.
De reis naar Peking werd nu ijlings hervat. Tijdens de reis overleed Tsangyang Gyatso. Het is nooit echt duidelijk geworden of hij vermoord is of dat het moordende tempo van de reis en de ontberingen ervan, de oorzaak is. Het staat wel vast dat het nauwelijks meer van belang was om hem nog levend in Peking te laten arriveren.

## Na zijn dood
Veel Tibetanen vonden het moeilijk de dood van de dalai lama te accepteren. Er gingen geruchten circuleren dat Tsangyang Gyatso tijdens de reis naar Peking had weten te ontsnappen en vermomd door Tibet trok onder de naam De lama van Drakpo. Deze figuur zou dan uiteindelijk abt van een klooster in Amdo geworden zijn en pas rondom 1745 zijn overleden. Hij zou zijn avonturen gedicteerd hebben aan een discipel, die het boek later publiceerde als de Geheime Biografie van de Zesde Dalai Lama.
De consequentie van het verdwijnen van Tsangyang Gyatso was, dat de wel echte reïncarnatie van de vijfde dalai lama alsnog gevonden zou moeten worden. Lhabzang Khan schoof daarvoor een monnik naar voren uit het Chogpori, het medisch college van Lhasa, die mogelijk zijn natuurlijke zoon was. Onder de naam Yeshe Gyatso werd deze in 1707 door dezelfde pänchen lama die de monniksgelofte van Tsangyang Gyatso had afgenomen als dalai lama geïnstalleerd.

## Poëzie
Tsangyang Gyatso heeft ook faam verworven als dichter. Zijn bekende werk omvat ruim 60 gedichten.
In de literatuur wordt vaak het gedicht geciteerd waarin hij een voorspelling zou doen waar de uiteindelijk zevende dalai als zijn reïncarnatie ontdekt zou worden. (Kälsang Gyatso, de zevende dalai lama werd geboren in Lithang):
Witte kraanvogel
leen me je krachtige vleugels,
ver zal ik niet vliegen, even naar Lithang,
dan keer ik weer terug.
Literair-historisch onderzoek in de 20e eeuw heeft echter overtuigend aangetoond dat Tsangyang Gyatso nooit de auteur van dit gedicht kan zijn. Het gedicht kan niet vroeger dan in de tweede helft van de 19e eeuw geschreven zijn. Het auteurschap van Tsangyang Gyatso is onderdeel van de mythe gemaakt en geworden.
Een wel door Tsangyang Gyatso aan het eind van zijn leven geschreven gedicht vat dat leven wellicht het beste samen:
Dood, spiegel van onze daden
Heerser van de onderwereld
Niets ging goed in dit leven
Laat het alstublieft goed komen in het volgende.
- Bibsys: 90532341
- Biblioteca Nacional de España: XX1112577
- Bibliothèque nationale de France: cb12093826x (data)
- CiNii: DA0524920X
- Gemeinsame Normdatei: 119017644
- International Standard Name Identifier: 0000 0000 9251 6071
- Library of Congress Control Number: n81095106
- Bibliotheek van het Japanse parlement: 01087656
- Nationale Bibliotheek van Tsjechië: xx0254711
- Nationale Bibliotheek van Israël: 987007394028605171
- Nationale Bibliotheek van Polen: a0000002085843
- Nederlandse Thesaurus van Auteursnamen: 070876185
- Réseau des bibliothèques de Suisse occidentale: 02-A000046689
- Istituto Centrale per il Catalogo Unico: RAVV084686
- LIBRIS: 199678
- Système universitaire de documentation: 031034683
- Virtual International Authority File: 17250680
- WorldCat: E39PBJh8Kfh3XdvgG4FyMF9JjC

1: Gendün Drub · 2: Gendün · 3: Sönam · 4: Yönten · 5: Ngawang Lobsang · 6: Tsangyang · (6: Yeshe) · 7: Kälsang · 8: Jampäl · 9: Lungtog · 10: Tsültrim · 11: Khädrub ·   12: Trinley · 13: Thubten · 14: Tenzin